# Lyas
Lyas település Franciaországban, Ardèche megyében. Lakosainak száma 592 fő (2022. január 1.). Lyas Coux, Flaviac, Pranles, Privas, Saint-Vincent-de-Durfort és Veyras községekkel határos.

## Népesség
A település népességének változása:
| Lakosok száma | 417  | 491  | 506  | 557  | 586  | 596  | 601  | 601  | 598  | 592  |
|               | 1968 | 1982 | 1990 | 2006 | 2013 | 2015 | 2017 | 2019 | 2020 | 2022 |